# Sericomyrmex mayri
Sericomyrmex mayri är en myrart som beskrevs av Auguste-Henri Forel 1912. Sericomyrmex mayri ingår i släktet Sericomyrmex och familjen myror. Inga underarter finns listade i Catalogue of Life.